# Christi-Himmelfahrts-Kirche (Arapovac)

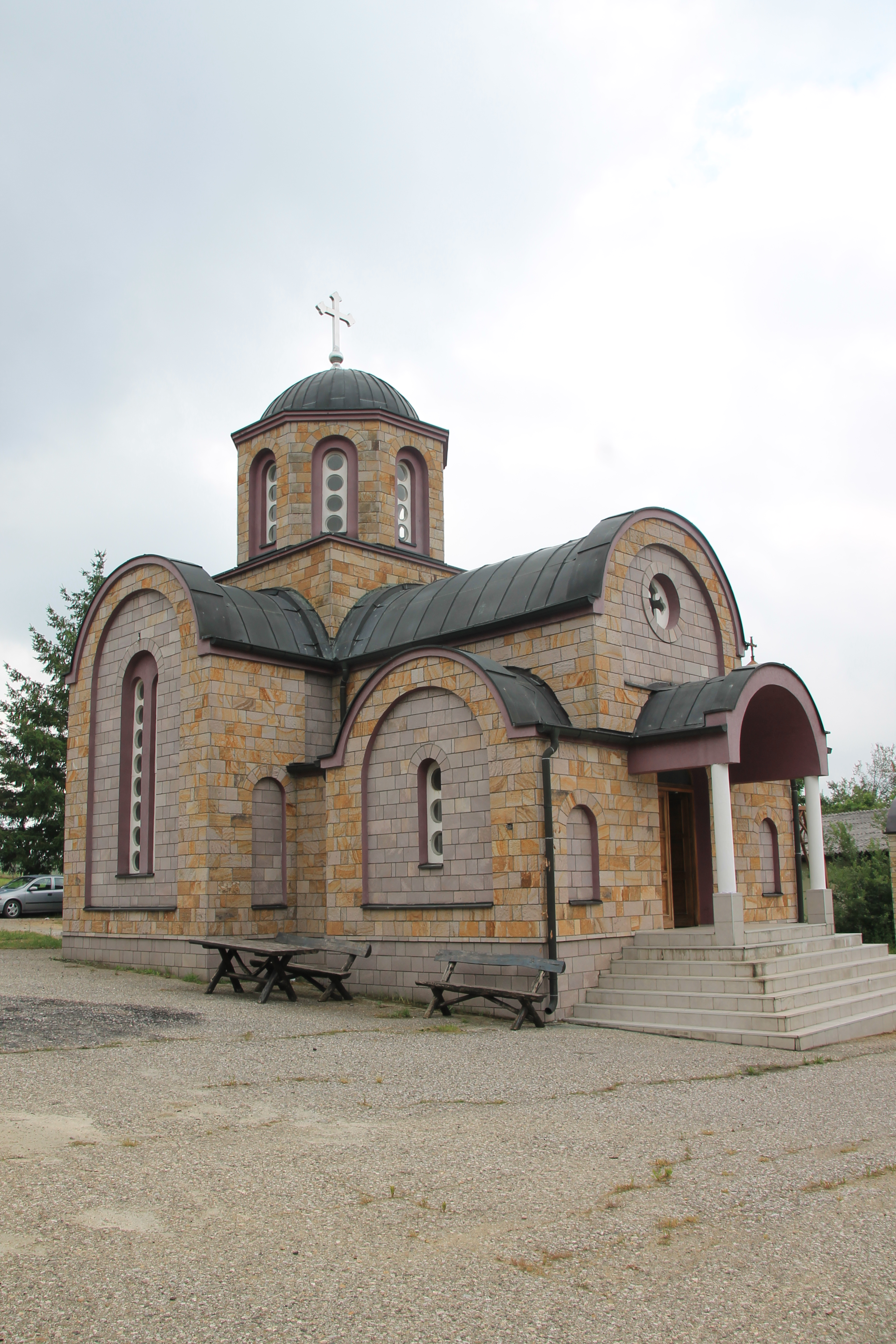
Die Christi-Himmelfahrts-Kirche

Die Christi-Himmelfahrts-Kirche (serbisch: Црква Вазнесења Господњег, Crkva Vaznesenja Gospodnjeg) ist eine serbisch-orthodoxe Kirche im Dorf Arapovac in Serbien. Sie ist der Christi Himmelfahrt geweiht. 
Die von 2008 bis 2011 erbaute Pfarrkirche gehört zur Pfarrei Arapovac im Dekanat Kolubara-Posavina der Eparchie Šumadija der Serbisch-Orthodoxen Kirche.

## Lage

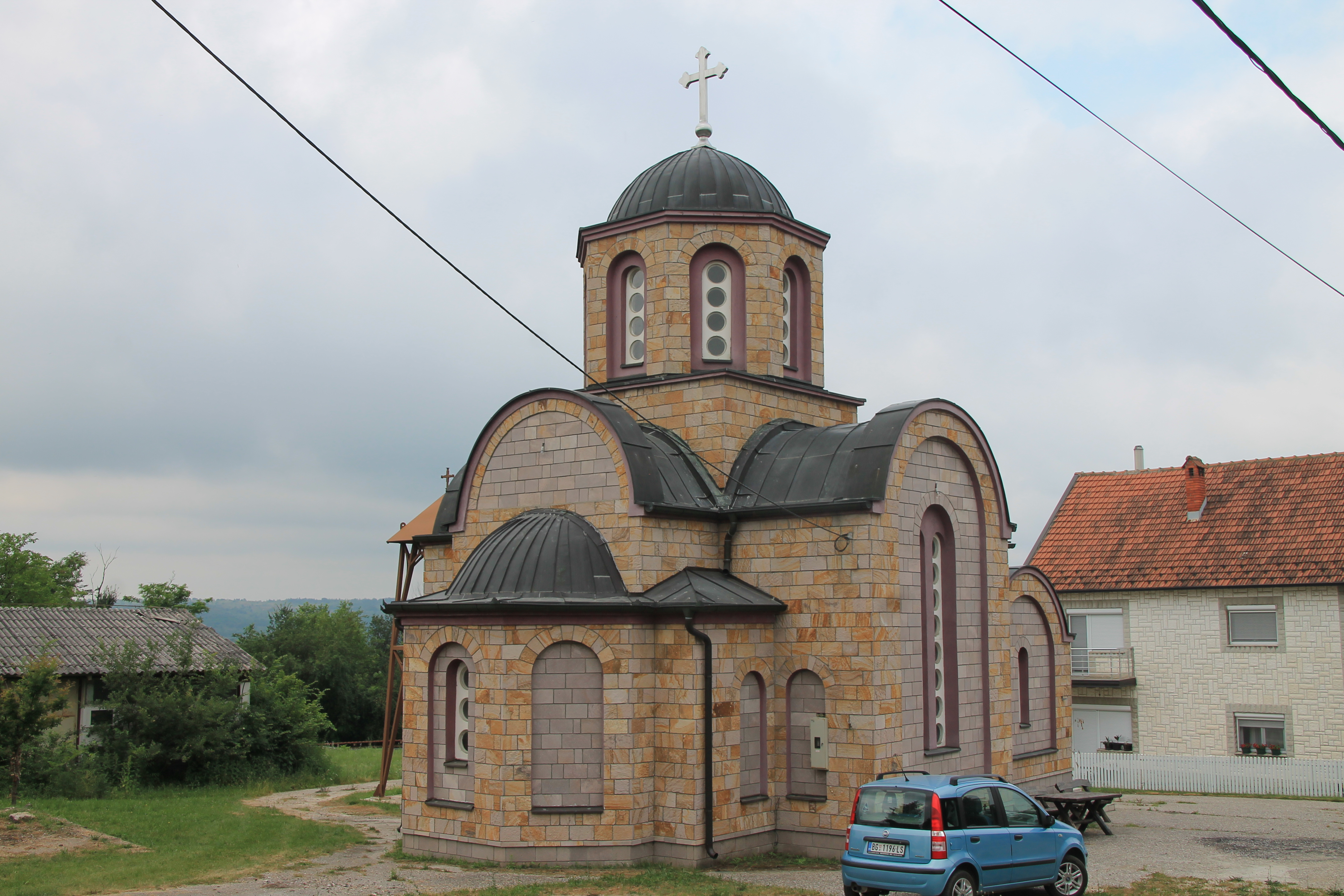
Blick auf den Altarbereich und das Pfarrhaus der Kirche

Das Dorf Arapovac gehört zur Belgrader Stadtgemeinde Lazarevac im Bezirk Belgrad in Zentralserbien und hatte 2011 644 Einwohner.
Die Christi-Himmelfahrts-Kirche steht im Dorfzentrum an der Hauptstraße. Im umzäunten Kirchhof stehen neben der Kirche der freistehende Glockenturm, das Pfarrhaus und eine Kapelle zum Kerzen anzünden mitsamt Kirchladen.

## Geschichte
Mit dem Segen des Bischofs der Eparchie Šumadija Jovan Mladenović und auf die Idee der Dorfbewohner begann man im Jahre 2008 mit dem Bau der Kirche. Und im März des gleichen Jahres wurden die Kirchenfundamente geweiht.
Der Kirchenbau war im Jahre 2011 so weit fortgeschritten, dass am 27. Februar gleichen Jahres Bischof Jovan Mladenović das Kirchenkreuz der Kirchenkuppel weihte und dieses auf die Kirchenkuppel feierlich montiert werden konnte. Anfang Juni 2011 war die Kirche fertiggestellt. 
Am 5. Juni 2011 weihte Bischof Jovan Mladenović mit der Assistenz der Priesterschaft des Dekanats Kolubara-Posavina die Christi-Himmelfahrts-Kirche feierlich ein. Zu diesem feierlichen Ereignis waren viele Gläubige aus der Umgebung erschienen. Auch wurde während der feierlichen Einweihung der Kirche in den Kirchenaltar von Bischof Jovan, ein kleiner Teil der Reliquien, des Heiligen Großmärtyrers und Zaren Lazar eingelegt.
Während der Heiligen Liturgie wurde durch Bischof Jovan der ehemalige Pfarrpriester von Arapovac und Koordinator für den Bau der Kirche, Priester Milan Matić, in den Rang eines Erzpriesters erhoben.
Die Kirche wurde größtenteils durch die Spenden der Dorfbevölkerung erbaut. Bischof Jovan vergab bei der Kirchenweihe an die Stadtbehörden von Lazarevac, an die Unternehmen RB Kolubara und Kolubara-Metal, an die mesna zajednica (lokale Gemeinschaft) Arapovac, sowie an Milomir Lukić und Radisav Živanović Dankeszertifikate für ihre Verdienste zum Bau der Kirche.

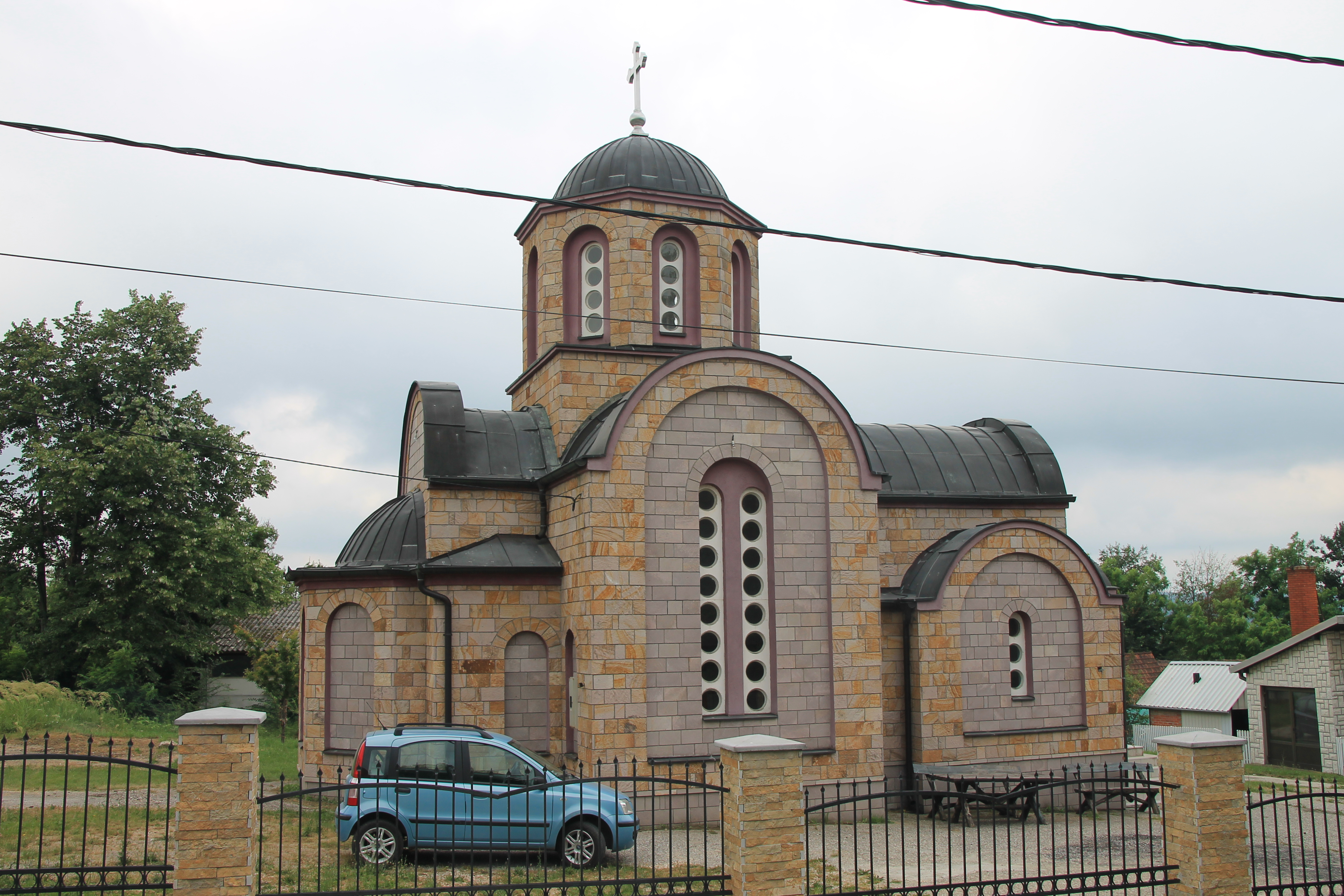
Die Südseite der Kirche

Im Jahre 2015 ließ mit dem Segen des Bischofs Jovan Mladenović, der aus Arapovac stammende Slobodan Vasiljević mit seiner Familie auf seine Kosten, die Kapelle zum Kerzen anzünden mit Kirchladen und die Fundamente zum Bau des neuen Glockenturms erbauen.
Am 5. Juni 2016 hielt Bischof Jovan die Heilige Liturgie in der Kirche ab und weihte die neuerbaute Kapelle und den Glockenturm mitsamt Kirchglocke ein. Für ihren Verdienst an der Kirche bekamen Slobodan Vasiljević, Bojan Stević und der Vorstand der MZ Arapovac ein Dankeszertifikat von Bischof Jovan.

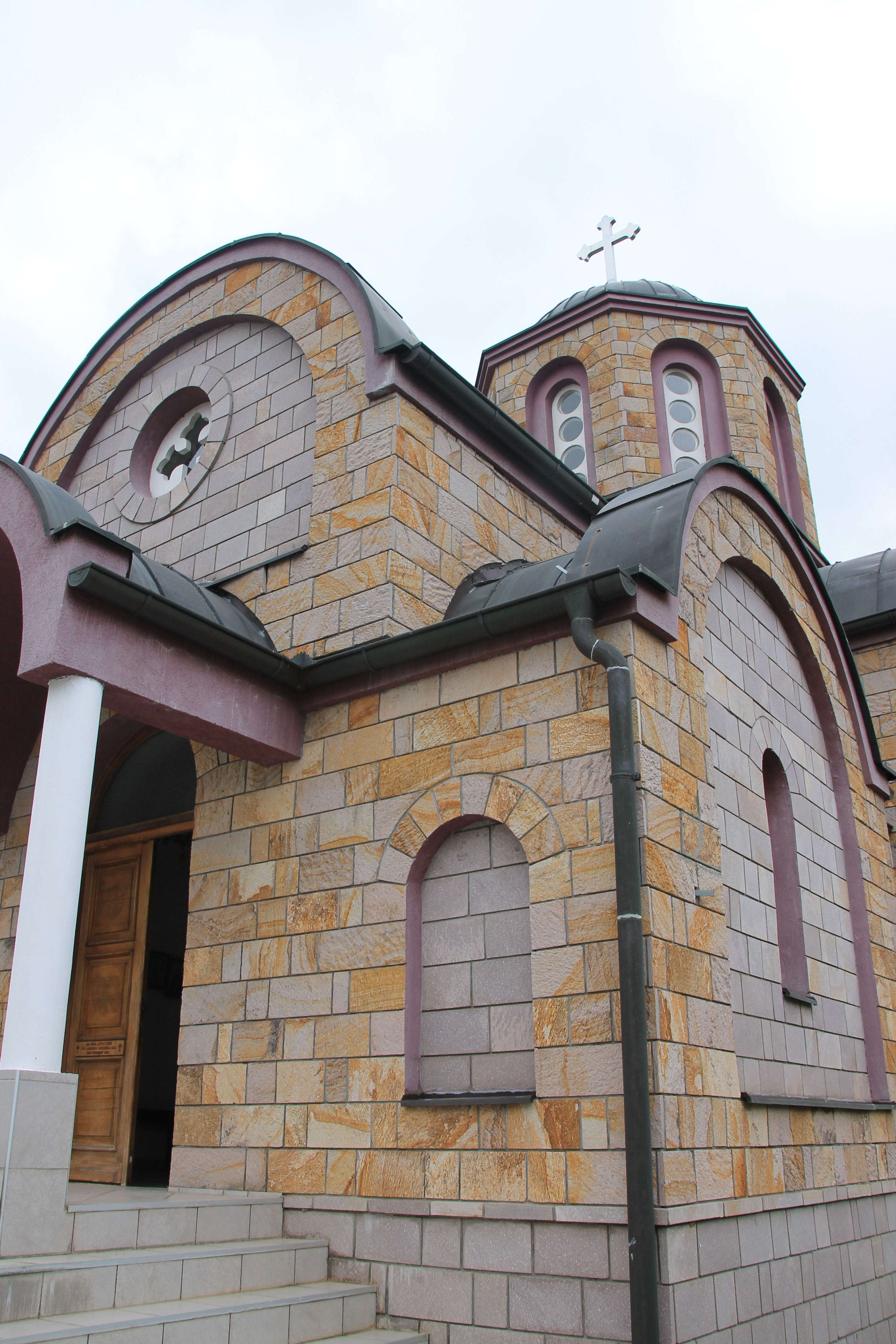
Blick von Westen auf die Kirchkuppel und das Kirchkreuz

Auch am 21. Juli 2019 besuchte Bischof Jovan das Dorf und hielt die göttliche Liturgie in der Kirche.

## Architektur
Die Kreuzkuppelkirche ist in der Form eines Trikonchos konzipiert und im traditionellen Serbisch-byzantinischen Baustil erbaut worden. Die Kirche ist der Neobyzantinischen Architektur zuzuordnen.
Der Grundriss der kleineren Baudimension aus festem Material erbauten Kirche ist ein (langgestrecktes) Griechisches Kreuz, mit einer von außen fünfeckigen im Inneren halbrunden Altar-Apsis im Osten und einer zentralen Rundkuppel, die sich über dem Tambour in der Mitte des Kirchenschiffs bei der Kreuzung der Seitenarme der Kirche erhebt. 
Im Westen befindet sich der kleine Narthex mit dem Kircheneingang mitsamt kleinen Säulenportal. Etwas nördlich der Kirche steht der Glockenturm und die Kapelle.
Sie besitzt typisch für orthodoxe Kirchenbauten eine Ikonostase mitsamt Ikonen. Sie ist allerdings bisher nicht im Inneren mit byzantinischen Fresken bemalt.